# Hochstraße

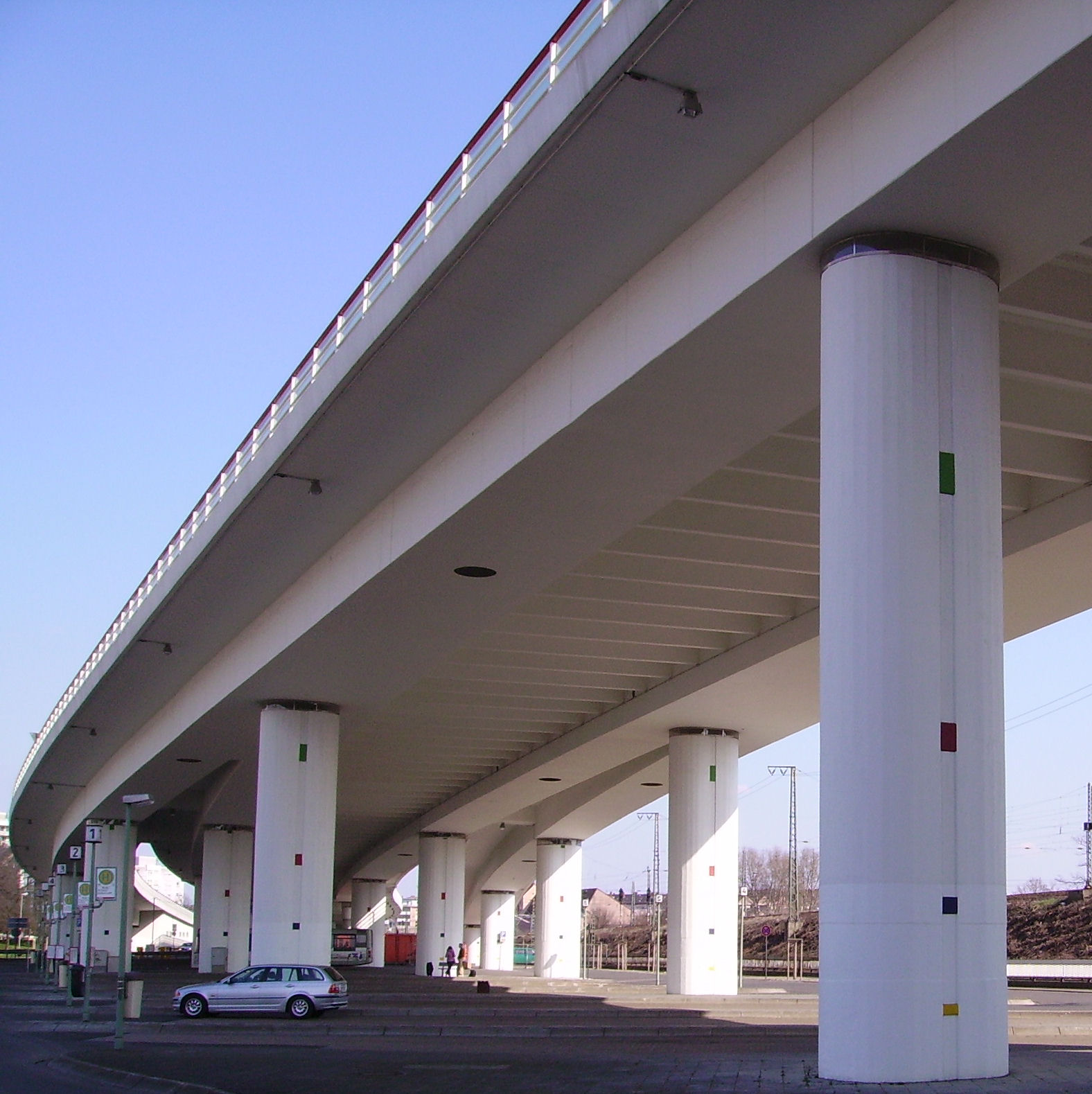
Hochstraße in Ludwigshafen

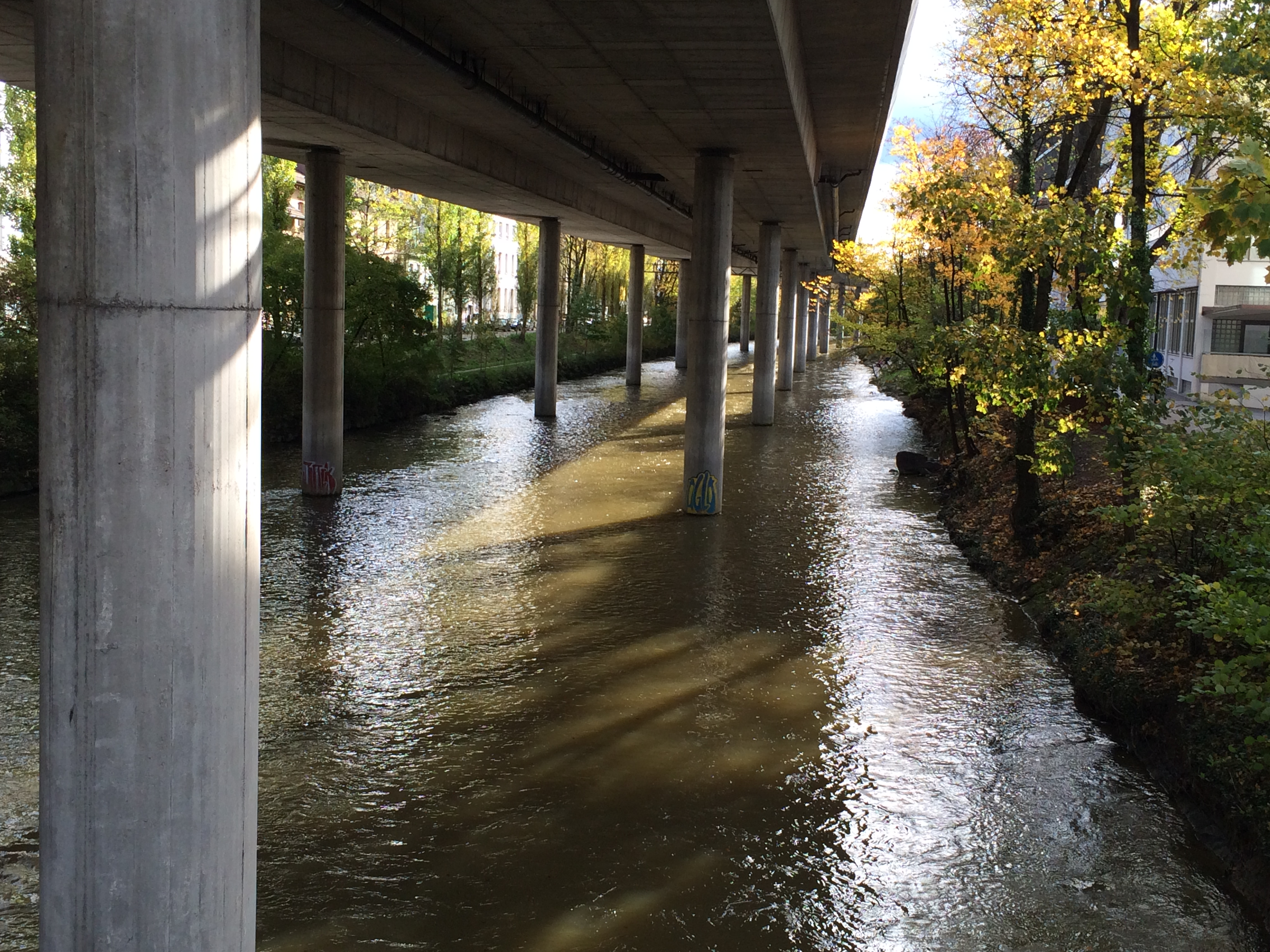
Die Zürcher Sihlhochstrasse verläuft über dem Fluss Sihl.

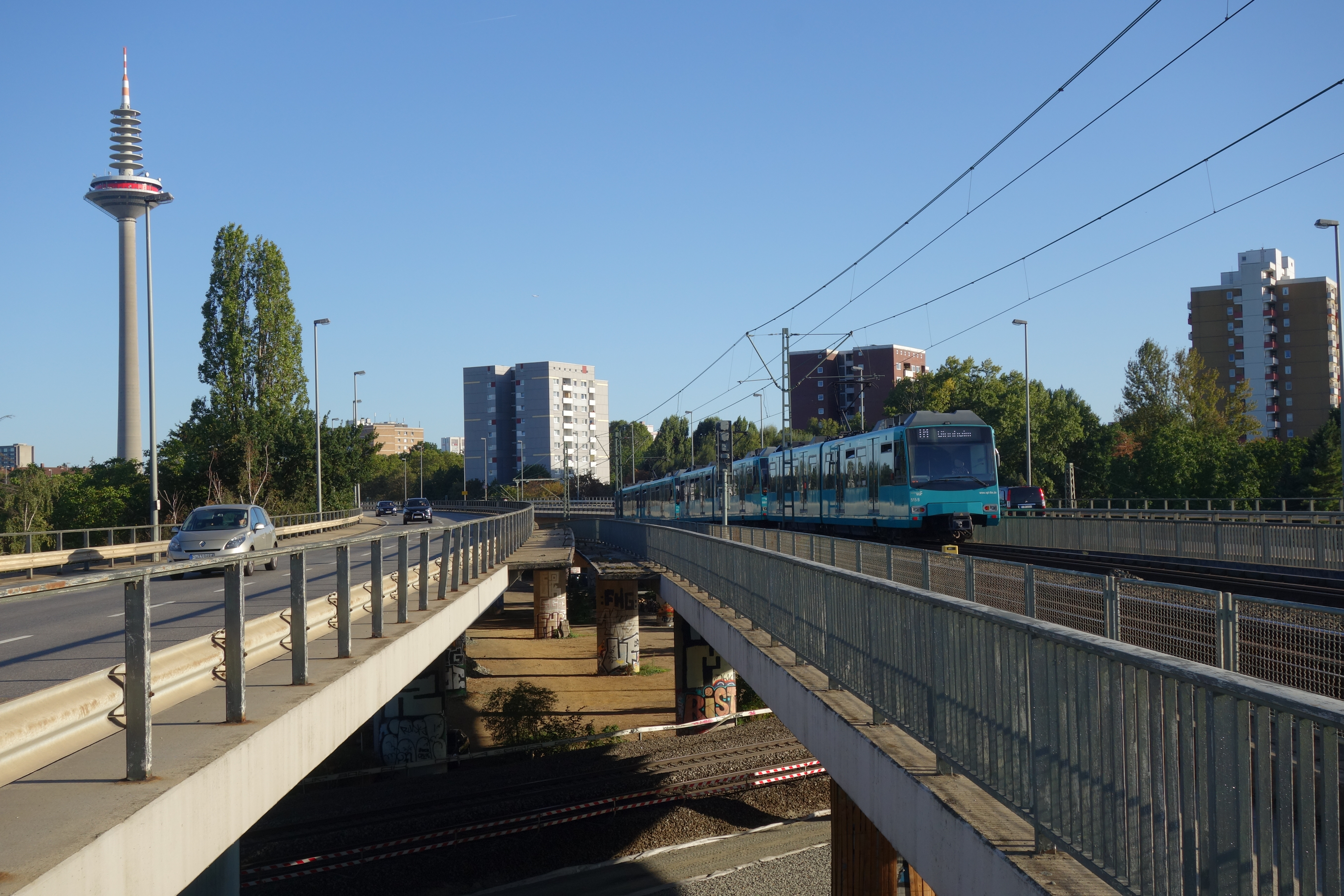
Rosa-Luxemburg-Straße in Frankfurt: Autos und Stadtbahn auf gemeinsamem Bauwerk.

Eine Hochstraße ist ein Straßenabschnitt, der im Vergleich zur Geländeoberfläche bzw. zur sonstigen Hauptverkehrsebene auf einer höheren Ebene verläuft, d. h. der in der Regel auf Viadukten oder Dämmen, (mit zwischengeschalteten Brücken) oder anderen Stützbauwerken geführt wird. Hochstraßen sind ein Element der autogerechten Stadt.
Eine Hochstraße ist nicht mit einer Höhenstraße (Bergstraße) zu verwechseln.
Hochstraßen dienen dazu, übergeordnete Straßen (Autobahnen oder Bundesstraßen) ohne störende Knotenpunkte so mit untergeordneten Straßen zu führen, dass sie auf einer anderen Ebene liegen (Höhenfreiheit). Damit verbunden sind aufwändige Anschlussstellen mit Rampenbauwerken. Die Höhe beträgt dabei üblicherweise mehr als fünf Meter.
Um die Schallausbreitung der Hochstraße wirksam zu minimieren, sind nach in Deutschland geltenden Regeln Lärmschutzanlagen anzubringen. Neben den hohen Bau- und Unterhaltskosten wird oftmals das Erscheinungsbild kritisiert. Eine Integration in das Stadt- oder Landschaftsbild gelingt trotz verschiedener Gestaltungsmaßnahmen nur unzureichend. Daher wurden in manchen Orten innerstädtische Hochstraßen wieder abgerissen und durch „gewöhnliche“ Straßen oder Tunnel ersetzt, so etwa in Düsseldorf (siehe Tausendfüßler) oder Bruck an der Mur.

## Beispiele

### Deutschland
- Hochstraße Elbmarsch in Hamburg
- Hochstraße Breitenweg in Bremen
- Raschplatz-Hochstraße im Zuge der Berliner und Hamburger Allee in Hannover
- Hochstraße der Bundesstraßen 71, 81, 189 als Magdeburger Ring
- Hochstraße der Bundesstraße 80 über den Riebeckplatz in Halle (Saale), erste Hochstraße in der DDR
- Ostwestfalendamm im Bereich der Bielefelder Innenstadt
- Tausendfüßler in Düsseldorf (im April 2013 abgerissen)
- Hochstraße (Kamen) im Verlauf der Bundesstraße 233
- Tausendfüßler in Bonn
- Kraftfahrstraße Hüttentalstraße in Siegen und Kreuztal
- Unkelsteinbrücke im Verlauf der Bundesstraße 9 bei Remagen
- Bundesstraße 49 im Stadtgebiet von Wetzlar
- Bundesstraße 3 im Marburger Stadtgebiet
- Hochstraße Lenneberg Teil der Bundesautobahn 643
- Rosa-Luxemburg-Straße (Frankfurt am Main)
- Kraftfahrstraßen (Projekt Visitenkarte) über Ludwigshafen am Rhein

Grenzüberschreitend:
- Grenzbrücke Weil am Rhein–Basel, Teil der deutschen A 5 und schweizerischen A 2

### Österreich
- Hochstraße St. Marx (Wien; Südosttangente)
- Prater Hochstraße (Wien; Südosttangente)

### Schweiz
- Sihlhochstrasse in Zürich-Süd, ein ehemaliger Stadtautobahnteil (der südliche Y-Ast) der Schweizer Nationalstrasse N3, heute Stadtzubringer der Schweizer A3

### Italien
- Sopraelevata Aldo Moro

### Außereuropäische Beispiele
- Mehrebenenstraßen in Chicago
- Don Mueang Tollway in Bangkok
- Bang Na Expressway in Bangkok